# 1 Step Ahead of Yall
1 Step Ahead of Yall là album đầu tay của rapper EA-Ski. Ban đầu album được phát hành vào năm 1992 bởi In a Minute Records, nhưng sau đó được phát hành lại vào ngày 16 tháng 2 năm 1999, bởi No Limit Records.

## Danh sách ca khúc
| 1 Step Ahead of Yall | 1 Step Ahead of Yall   | 1 Step Ahead of Yall |
| STT                  | Nhan đề                | Thời lượng           |
| -------------------- | ---------------------- | -------------------- |
| 1.                   | "Intro"                | 0:55                 |
| 2.                   | "Inch Mile"            | 3:46                 |
| 3.                   | "1 Step Ahead of Yall" | 5:30                 |
| 4.                   | "Mama Used to Say"     | 4:10                 |
| 5.                   | "Listen to the Hit"    | 5:02                 |
| 6.                   | "Up in the Guts"       | 3:44                 |
| 7.                   | "Straight Business"    | 5:08                 |
| 8.                   | "The Same"             | 4:04                 |
| 9.                   | "Just for the Radio"   | 4:14                 |